# Ndigsi
Ndigsi est un village de la Région du Littoral du Cameroun, situé dans la commune de Ndom. 

## Population et développement
En 1967, la population de Ndigsi était de 108 habitants, essentiellement des Babimbi du peuple Bassa. La population de Ndigsi était de 30 habitants dont 13 hommes et 17 femmes, lors du recensement de 2005.  